# Las orgías inconfesables de Emmanuelle
Las orgías inconfesables de Emmanuelle és una pel·lícula eròtica d'Espanya del 1982 dirigida per Jesús Franco (amb el pseudònim de Clifford Brown).

## Sinopsi
Tota la història l'explica Antonio Jaime Morales, marquès d'Altuna (Tony pels amics), un autoproclamat don Juan que viu en un poble assolellat del sud d’Espanya on Emmanuelle i Andrés, una jove parella francès, marxen de vacances.
Tot i estar enamorada del seu marit, Emmanuelle no pot evitar trair-lo. Un vespre, completament borratxa, provoca un escàndol en despullar-se en una discoteca per actuar amb María, una stripper professional, davant la mirada atònita del seu marit i l'interessada del marquès d'Altuna, que manté una relació secreta amb la stripper des de fa molt de temps. Quan Andrés, furiós, la deixa per tornar amb una antiga amant, Emmanuelle es lliura a una sèrie d’aventures amb homes i dones, seduïdes entre d'altres, però amb resultats poc entusiastes, fins i tot pel galant marquès.
La separació dura un any, però les moltes aventures no retornen la felicitat a cap d'ells. El destí dels dos cònjuges és reunir-se, aquesta vegada per romandre junts per sempre. Pel que fa al marquès, l'afer l’irrita però no canvia les seves certeses: el món està ple de dones que només l'esperen; aviat es consolarà amb algunes noves conquestes i mentrestant podrà continuar divertint-se amb la María.

## Repartiment
- Muriel Montossey: Emmanuelle
- Antonio Mayans: Andrés
- Tony Skios: Antonio Jaime Morales, el marquès
- Ida Balin: María
- Carmen Carrión: Pia
- Juan Soler: violentatore
- Angel Ordiales: violentatore

## Producció
Per segona vegada Jesús Franco pren el personatge d'Emmanuelle en una pel·lícula. Va escollir com a protagonista Muriel Montossey (presentada amb el pseudònim de Vicky Adams), una jove actriu francesa que molts anys després aconseguirà popularitat a França com a presentadora de televisió i que ja havia tingut un paper molt similar dos anys abans a Aberraciones sexuales de una mujer casada, una pel·lícula de trama molt similar .
El tema central del conflicte entre la fidelitat matrimonial i la llei del desig, amb un final feliç canònic, és lluny de ser original i, en general, la pel·lícula no presenta els aspectes experimentals d'altres pel·lícules que Franco va rodar en el mateix període, també atribuïbles a gènere eròtic. Tanmateix, l'escepticisme del director cap a l’alliberament efectiu del seu país després de la caiguda del règim de Francisco Franco es manifesta amb una forta ironia en l’àmbit provincial i en la figura més original, la de l’ombrívol marquès d’Altuna que reivindica les seves habilitats amb la prosopopeia. d’un amant llatí i un disc d’alliberament sexual caminant com un rei pels carrers deserts d’una ciutat deserta, als turons d’una antiga Espanya i cremats pel sol.